# Мирчешти (Олт)
Мирчешти (рум. Mircești) насеље је у Румунији у округу Олт у општини Татулешти. Oпштина се налази на надморској висини од 282 m.

## Становништво
Према подацима из 2002. године у насељу је живело 110 становника, од којих су сви румунске националности.